# 不信のとき〜ウーマン・ウォーズ〜
『不信のとき〜ウーマン・ウォーズ〜』（ふしんのとき ウーマン・ウォーズ）は、2006年7月6日から9月21日まで毎週木曜日22:00 - 22:54（初回は15分拡大で23:09まで放送）にフジテレビ系「木曜劇場」枠で放送されていた日本のテレビドラマ。全12回。主演は米倉涼子。アメリカでもフジテレビのケーブルテレビ放送を通じて放送された。

## 概説
原作は1967年に『日本経済新聞』で掲載された有吉佐和子の小説『不信のとき』である。この小説は本作以前にも映画化やテレビドラマ化されている。
妻と愛人の両方を持つ男に、妻や愛人がどんでん返しを食らわすという、異色の恋の駆け引きを描いている。

## キャスト

### 主人公
浅井道子：米倉涼子
本編のヒロイン。浅井義雄の妻。書道が得意である。あるきっかけで才能を開花することとなり、書道教室を開く。
不妊治療に通っている。後に人工受精で妊娠し男の子を出産したと告白する（真相は不明）。道子と義雄の名前を一文字ずつ取り「義道」と命名する。

### 主人公の恋敵
野上マチ子（本名・野上路子）：松下由樹
浅井義雄の愛人。クラブの雇われママをしており、小柳新吾の紹介で義雄と知り合い、恋に落ちる。
浅井の子を妊娠し出産する（本当に浅井の子かどうかは不明）。憲法記念日に生まれたので「法子」と命名する。

### 浅井家
浅井義雄：石黒賢
道子の夫で、マチ子の愛人。大手広告代理店に勤める。
小柳とは秘密のクライアント仲であり、小柳から仕事を受けその報酬をヘソクリとしている。実は無精子症であり子供が作れない身体と妻道子に言われる（真相は不明）。
マチ子の前にも浮気をし、孕ませたと言っているがその子も実の子かどうかは分からない。最終回で胃ガンで死去。
沖中和子：杉田かおる
浅井家の向かいの家の住民。ベビーシッターをやっており、この物語を進める鍵となる人物でもある。
昔、流産し離婚した経験を持つ。この人物は義雄と道子とマチ子の中立の立場におり、子供の幸せを一番に考えている。

### 主人公たちの関係者
小柳新吾：石田純一
会社代表取締役。伊藤マユミと浮気しており、子供を産ませた。「初子」と命名する。
小柳家に婿養子として入り、社長の座を手に入れたので妻には歯が立たず、尻に敷かれている状態。義雄の秘密のクライアントである。
物語中盤。マユミの両親と対面し、彼女が抱える家庭の事情が複雑である事を知るが、事情も含めて彼女を受け止めた。
第11話で、マユミと初子に去られてしまう。
近藤慶：小泉孝太郎
書道家。道子とは道子の父・清道功の弟子であったため面識がある。
道子に特別な感情を抱いており、道子の人工受精の手伝いをすることとなる。
伊藤マユミ（本名　神山雪子）：福田沙紀
本年齢16歳の家出娘。親は政治家・再婚という家庭環境がいやになり、通帳をもって上京した。
シンガーソングライターをやっている。メジャーデビュー前は、路上で歌っていた。
小柳の浮気相手で子供を出産。物語中盤、上京してきた父・継母と小柳・義雄との話し合いの末。父親と決別。
11話で娘の初子と一緒に小柳の元を去る。
野上俊也：和田正人
マチ子の弟。カメラマンを目指して上京し、マチ子の家に住み着いている。
名目上、法子の父・義雄に父親としての責任感を求める。
椎名千明：宝積有香
近藤慶の秘書。近藤に特別な感情を抱いており、道子と近藤の仲に嫉妬し、脅迫紛いの電話を道子にする。
小柳みどり：秋山菜津子
小柳新吾の妻。
夫を尻に敷いており、息子を溺愛している。
浅井朋子：江波杏子
義雄の母で道子の義理母。道子に子供ができないことをチクチクと責める。
実は買い物依存症で1000万近くの借金を抱えていたが、道子が全額肩代わりした。

### ゲスト
第1話
- 遠藤玲子（フジテレビアナウンサー）
- 沼崎悠（義雄の上司・中村部長）

第1・3・11話
- 高岡早紀（義雄の元愛人・大澤千鶴子）

第3・6・9話
- 金子さやか（小柳良子<息子の嫁>）

第4・5・6話
- 鷲尾真知子（マチ子の叔母）

第6・8・11話
- 平泉成（義雄の上司・島原英雄<常務>）

第7・8話
- 古舘玖優･古舘優空（野上法子）

第8話
- 浅野和之（マユミの父・神山聡一郎）
- 木村多江（マユミの母<後妻>・神山沙織）
- 浅沼晋平（マチ子の顧客・西園寺社長）
- 古賀湧志（はっちー）

第11話
- 高杉航大（義雄の上司・前島人事部長）

## スタッフ
- 原作：有吉佐和子『不信のとき』
- 脚本：小野沢美暁、栗原美和子
- 音楽：石田勝範
- 主題歌：アン・ルイス「あゝ無情」
- 劇中歌：福田沙紀「グッド・バイ・マイ・ラブ」
- プロデュース：栗原美和子、林徹
- 演出：林徹、大木綾子、谷村政樹
- 技術プロデュース：小椋真人
- 技術協力：ナックイメージテクノロジー
- 制作：フジテレビドラマ制作センター

## 放送日程
| 各話                                                      | 放送日        | サブタイトル                      | 演出     | 視聴率 |
| --------------------------------------------------------- | ------------- | --------------------------------- | -------- | ------ |
| 第1話                                                     | 2006年7月06日 | 不妊症…情事を覗き見しませんか     | 林徹     | 14.0%  |
| 第2話                                                     | 2006年7月13日 | 妻と愛人の妊娠戦争…               | 林徹     | 13.5%  |
| 第3話                                                     | 2006年7月20日 | 妻と夫のダブル不倫                | 林徹     | 12.5%  |
| 第4話                                                     | 2006年7月27日 | 妻の謎そして反撃!                 | 大木綾子 | 12.5%  |
| 第5話                                                     | 2006年8月03日 | 大波瀾愛人出産!妻妊娠!            | 谷村政樹 | 11.5%  |
| 第6話                                                     | 2006年8月10日 | 愛が狂気に変わる瞬間              | 林徹     | 10.3%  |
| 第7話                                                     | 2006年8月17日 | 危険な情事…愛人の逆襲             | 大木綾子 | 11.5%  |
| 第8話                                                     | 2006年8月24日 | 二重生活の落とし穴…天罰が下る瞬間 | 谷村政樹 | 12.9%  |
| 第9話                                                     | 2006年8月31日 | 遂に正面衝突…妻が愛人に宣戦布告!  | 谷村政樹 | 12.2%  |
| 第10話                                                    | 2006年9月07日 | 涙の一騎討ち…それぞれが衝撃の告白 | 林徹     | 15.5%  |
| 第11話                                                    | 2006年9月14日 | 女たちの復讐…究極の制裁           | 林徹     | 13.7%  |
| 最終話                                                    | 2006年9月21日 | 真相あなたは誰を信じますか…?      | 林徹     | 14.8%  |
| 平均視聴率12.9%（視聴率は関東地区・ビデオリサーチ社調べ） |               |                                   |          |        |